# ازدواج همجنس در استونی
ازدواج همجنس در استونی (انگلیسی: Same-sex marriage in Estonia) ازدواج همجنس گرایان به زودی در استونی قانونی خواهد شد. دولت منتخب در انتخابات مارس ۲۰۲۳، به رهبری نخست‌وزیر کایا کالاس و متشکل از حزب اصلاحات، سوسیال دموکرات‌ها و استونی ۲۰۰، متعهد شد که ازدواج همجنس گرایان را قانونی کند. این قانون در ماه مه ۲۰۲۳ به مجلس استونی معرفی شد و در قرائت نهایی با ۵۵ رای موافق و ۳۴ رای مخالف در ۲۰ ژوئن تصویب شد. این قانون در ۲۷ ژوئن توسط رئیس‌جمهور آلار کاریس امضا شد، و در ۱ ژانویه ۲۰۲۴ لازم الاجرا خواهد شد.